# Microsoft Lumia 950
Le Lumia 950 est un téléphone mobile de type smartphone, conçu et assemblé par le constructeur Microsoft Mobile, fonctionnant sous le système d'exploitation Windows 10 Mobile. 
Smartphone haut de gamme, il succède au Nokia Lumia 930 au sein de la famille Microsoft Lumia. Annoncé en octobre 2015, il est disponible en Europe le mois suivant. Il existe en format phablette, sous l'appellation « Lumia 950 XL », avec un écran de 5,7 pouces. Le Lumia 950 (XL) possède une fonction alors inédite, Windows Continuum, leur permettant de se transformer en PC par l'intermédiaire d'un petit boitier ou même avec un simple adaptateur USB Type-C vers HDMI.
Le smartphone a marqué le lancement du scanneur d'iris (intégré à « Windows Hello ») car ce fut le premier téléphone à être proposé sur le marché avec ce composant. Il permet de déverrouiller son appareil par simple analyse de votre œil et ne prennent généralement pas plus de 1 à 2 secondes et ce, même avec une paire de lunettes de soleil ou dans le noir.
Le téléphone marque un échec commercial et Microsoft décide de mettre fin a la gamme Lumia tout en maintenant les contrats avec les autres constructeurs sur leur plateforme mobile comme, notamment, HP.
Microsoft a, par ailleurs, annoncé que l'hypothétique Surface Phone, le remplaçant de la gamme Lumia, est un projet en cours et serait mis sur le marché dès qu'ils le jugeront prêt. Le concept du Surface Phone vise principalement à créer un nouveau secteur ou, tout du moins, une évolution au smartphone, comme ce fut le cas avec la création de la gamme des 2-en-1 avec la Microsoft Surface Pro il y a plusieurs années.

## Design
Le Lumia 950 pèse 150 g et a une épaisseur de 8,2 mm. Sa largeur est de 73,2 mm et sa longueur de 145 mm. Il possède un écran « ultra sensible » de 5,2 pouces, de format WQHD (2560 sur 1440 pixels) à affichage AMOLED. L'écran du Lumia 950 XL est de 5,7 pouces.
Le Lumia 950 présente une densité de pixels par pouce parmi les plus hautes du marché : 564 ppp (ou PPP, point par pouce, soit la densité de pixels par pouce) pour le 950 et 518 pour le Lumia 950 XL. 
Le téléphone est disponible en deux coloris : blanc et noir.

## Matériel

### Composants
Ce smartphone est équipé du processeur Qualcomm Snapdragon 808, à six cœurs, cadencé à 1,8 GHz (Snapdragon 810 à 2 GHz pour le 950 XL à huit cœurs). Pour compenser le dégagement de chaleur de ces processeurs puissants lors d'une utilisation intensive, le Lumia 950 (XL) est équipé d'un système de watercooling. 
Il embarque notamment un double port nano-SIM (une variante simple port nano-SIM existe également et propose un débit doublé en 4G), un connecteur audio 3,5 mm, une connexion Bluetooth 4.1, un port USB de type C et une puce NFC (Near Field Communication). Le Lumia 950 est compatible 4G LTE Advanced. Il dispose de 32 Go de mémoire de stockage, extensible théoriquement à 2 To en microSD (port micro SD pour les versions double et simple nano-SIM), et 3 Go de RAM (mémoire vive).
Il dispose également d'un scanner infrarouge d’iris, permettant de le déverrouiller par simple reconnaissance de l'iris, grâce à la technologie Windows Hello. Cette dernière fonctionne avec des lunettes, des lunettes de soleil & même dans le noir. Il est le premier smartphone du marché à en posséder un (les Samsung Galaxy Note 7 et Samsung Galaxy S8 en sont bientôt équipés également). La reconnaissance de l'iris est alors considérée comme la technologie la plus sécurisée, par rapport à la reconnaissance faciale ou de l'empreinte digitale, pour déverrouiller un smartphone.

### Autonomie
Sa batterie de 3 000 mAh lui permet de tenir théoriquement 23 jours en veille, 18 heures en conversation, 63 heures en lecture de musique, 10 heures en lecture vidéo et 11 heures en navigation web (par Wi-Fi).  En pratique, il propose entre une et deux journées d'autonomie.
Le rechargement sans fil (QI standard) est intégré. Le Lumia 950 (XL) permet d'être rechargé à 50 % en 30 minutes grâce au port USB de type C.

## Photographie et vidéo

### Photographie
Le Lumia 950 est doté d'un capteur photo principal (à l'arrière) de 20 MP avec stabilisation optique et autofocus, et d'un capteur photo secondaire (à l'avant) de 5 MP. Il possède un flash triple-LED. Un bouton dédié servant de déclencheur photo est intégré.
L'appareil photo principal de 20 mégapixels est signé Carl Zeiss et embarque la technologie PureView propre à la gamme Lumia, assurant des photos d'une très haute qualité et ce, même en basse luminosité.
Le capteur dorsal et frontal sont compatibles HDR.

### Vidéo
La caméra principale permet de filmer jusqu'à 30 images par seconde en 4K et ce, même avec la stabilisation optique activée. Il permet également de filmer en 30 et 60 images par seconde en 1080p.
De plus, il vous permet d'enregistrer directement des ralentis ou d'en créer sur base d'un enregistrement précédent en vous offrant une partie de vidéo à vitesse normale et la partie désirée en transition fluide jusqu'à un quasi arrêt sur image.

## Fonctionnalités
Les Lumia 950 (XL) sont les premiers smartphones au monde à proposer un scanner d'iris pouvant être utilisé pour déverrouiller son smartphone à l'aide d'un simple coup d'œil et de protéger ainsi aisément l'accès à nos données personnelles.
Lié à "Windows Hello", le scanner d'iris peut également être utilisé pour verrouiller les accès non-désiré aux applications compatible comme OneDrive, DropBox ainsi que plusieurs autres applications.
"Windows Hello" intègre également une protection par code PIN à 4 chiffres ou plus ainsi que par un mot de passe à divers caractères (lettres, chiffres et symboles).
Autre avantage du Lumia 950 (XL) est de proposer 32 Go de stockage interne extensible avec carte microSD jusque 200 Go. De plus, Windows 10 Mobile offre le cryptage des données en chiffrement 256 bits AES, l'une des méthodes de cryptage les plus inviolable disponible au grand public.
Les Lumia 950 (XL) possèdent une fonction inédite à la gamme Lumia, Windows Continuum, leur permettant de se transformer en PC grâce à un petit boitier sur lequel peut être connecté un écran externe, mais aussi un clavier et une souris tout comme d'éventuels périphériques externes comme clé USB, disque dur externe ou prise Ethernet. Les modèles HP Elite x3 (en) et Acer Jade Primo, sortis par la suite, possèdent également cette fonctionnalité.
Il est important de noter que Windows Continuum peut également fonctionner avec un clavier/souris connecté en Bluetooth sur le Lumia 950 (XL) et que l'écran externe soit branché à l'appareil mobile par le biais d'un simple adaptateur USB-C vers HDMI.
La fonction DeX de Samsung, dont sont équipés les Samsung S8 & S8+ sortis en 2017, est inspirée de Continuum même si, techniquement parlant, il n'offre pas la même expérience utilisateur.

## Vente et arrêt de production

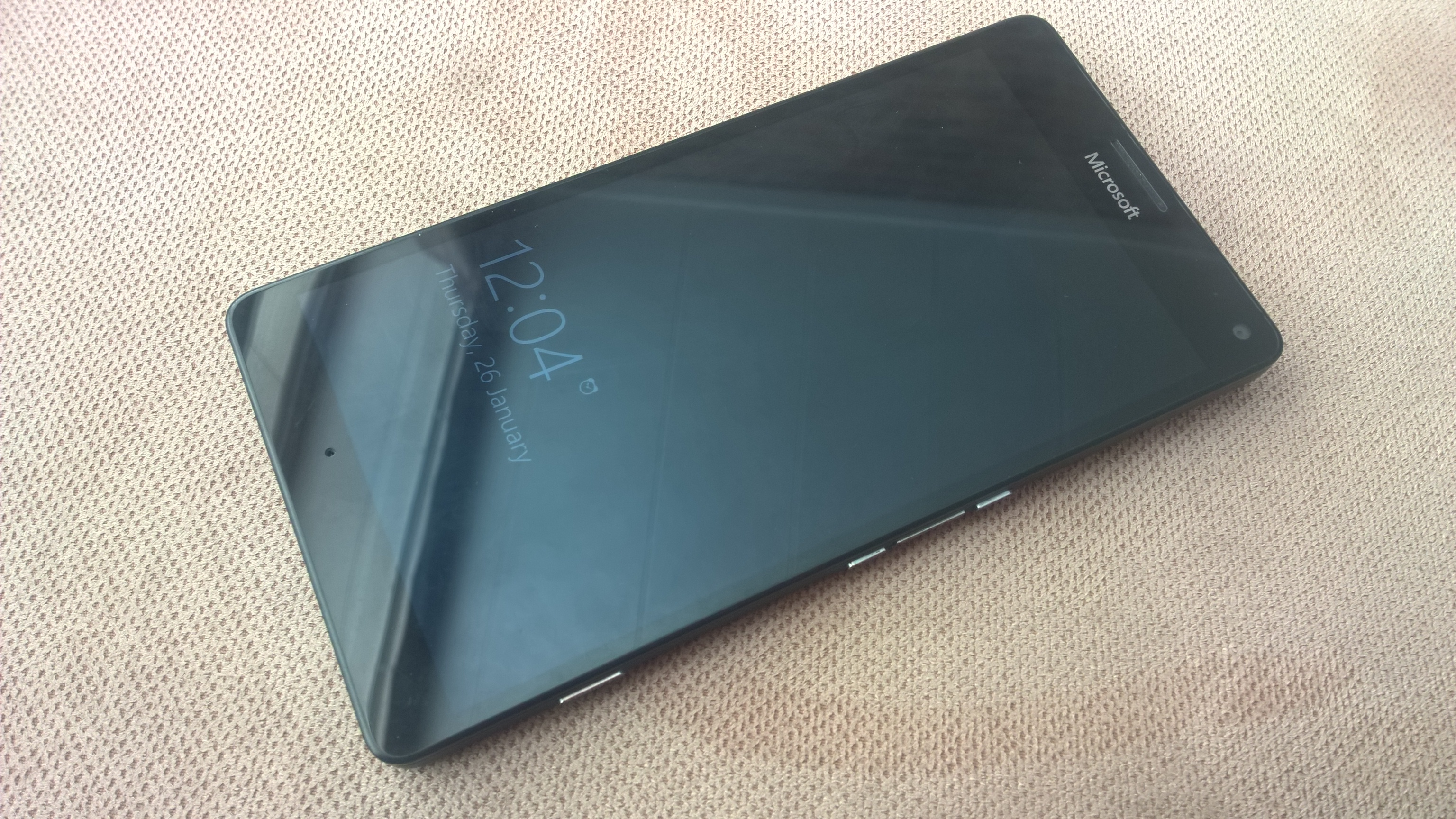
Microsoft Lumia 950 XL en fonctionnement

Ce téléphone entre en concurrence avec le Samsung Galaxy S6 et l'Apple iPhone 6s (ainsi que l'iPhone 7 sorti peu après) notamment, à un tarif sensiblement inférieur à ce dernier. 
Malgré sa puissance & la fonction Continuum, le Lumia 950 (XL) connaît des chiffres de vente décevants, dus aux problèmes rencontrés à son lancement : un système Windows 10 Mobile sorti avec retard et avec de nombreuses anomalies, un manque d'applications proposées sur le Windows Store et une fonctionnalité Continuum pas assez utilisable (seules les applications dites « universelles » pouvant être exécutées sur ce mode Continuum). 
En mai 2016, quelques mois après la sortie du téléphone, le vice-président de Microsoft Terry Myerson annonce un changement de stratégie de la société, marqué par un plan social dans la branche Lumia de Microsoft et l'arrêt immédiat de la gamme Lumia malgré une continuité de production jusque fin 2016. Microsoft réduit dès lors fortement le prix de ses modèles encore en vente, afin d'écouler les stocks invendus.

## Problèmes connus
À son lancement, le téléphone rencontre notamment des problèmes avec le Wi-Fi, tandis que Cortana produit un écho notable durant les appels vocaux. Tous ces problèmes ont été résolus grâce aux mises à jour.
Il a également connu de grosses améliorations au niveau autonomie tout comme à la stabilité du système d'exploitation ainsi que du Bluetooth ne permettant pas toujours une connexion constante entre 2 appareils lors de son lancement. Le problème du Bluetooth fut très rapidement corrigé.